# Hello! (album)
Hello! is het zesde studioalbum van de Engelse rockband Status Quo. Het werd in september 1973 uitgebracht door Vertigo Records en het was het eerste album van Status Quo dat de eerste plaats bereikte in de Britse Albums Chart. Het was tevens hun eerste album waarvan alle nummers door de bandleden zelf geschreven waren.
Toetsenist Andy Bown en saxofonist Stewart Blandmer speelden beiden mee in het nummer "Forty-Five Hundred Times". Dit was Bowns eerste samenwerking met de groep. Na enkele optredens als gastmuzikant maakte hij sinds 1976 deel uit van de vaste bezetting van de Quo.
Naar aanleiding van het succes van Status Quo sinds de groep zich had aangesloten bij Vertigo Records, besloot Pye Records, het voormalige platenlabel van Status Quo, het nummer "Mean Girl" als single uit te geven. Deze compositie van Francis Rossi en roadie Bob Young verscheen voor het eerst op het album Dog of Two Head uit 1971. De B-kant, het door Francis Rossi en Rick Parfitt geschreven "Everything", was afkomstig van het album Ma Kelly's Greasy Spoon uit 1970.
In september 1973 werd "Caroline" als enige single van Hello! uitgebracht. Dit nummer werd eveneens geschreven door Rossi en Young. Deze single bereikte de vijfde plaats in de UK Singles Chart. Als B-kant werd het door Alan Lancaster geschreven "Joanne" gebruikt. Een live-opname van "Roll Over Lay Down" verscheen in mei 1975 op een ep, die de negende positie bereikte in de Britse hitlijst.

## Composities
1. "Roll Over Lay Down" (Rossi/Parfitt/Lancaster/Coghlan/Young) - 5:45
2. "Claudie" (Rossi/Young) - 4:06
3. "A Reason for Living" (Rossi/Parfitt) - 3:46
4. "Blue Eyed Lady" (Parfitt/Lancaster) - 3:54
5. "Caroline" (Rossi/Young) - 4:18
6. "Softer Ride" (Parfitt/Lancaster) - 4:02
7. "And It's Better Now" (Rossi/Young) - 3:20
8. "Forty-Five Hundred Times" (Rossi/Parfitt) - 9:53

Bonusnummer op de heruitgave uit 2005
9. "Joanne" (Parfitt/Lancaster) - 4:06

## Bezetting
- Francis Rossi - gitaar, zang
- Rick Parfitt - gitaar, keyboard, zang
- Alan Lancaster - basgitaar
- John Coghlan - drums

Gastmuzikanten
- Andy Bown - piano, keyboard
- Stewart Blandmer - tenorsaxofoon
- Steve Farr - tenorsaxofoon
- John Mealing - piano